# Simo Peura
Simo Eerik Peura, född 15 juni 1957 i Laukas, Finland är biskop för Lappo stift inom Evangelisk-lutherska kyrkan i Finland sedan år 2004. Till utbildningen är han teologie doktor 1990.
Peura har verkat bland annat som forskare vid Finlands Akademi samt på olika tjänster vid Teologiska fakulteten vid Helsingfors universitet.
Simo Peura är gift med Anni Peura. Tillsammans har de tre barn.
I september 2015, finländska medier rapporterade att Lappo stift hade köpt en lyxig lägenhet för biskop Peuras officiella bostad. På grund av kontroversen avgick hundratals finländare från kyrkan via webbplatsen eroakirkosta.fi under dagarna efter nyheterna.